# Par in parem non habet imperium
Par in parem non habet imperium (Latijn voor "gelijken hebben geen gezag over elkaar") is een beginsel in het internationaal recht volgens welk de ene soevereine staat geen rechtsmacht kan uitoefenen over een andere soevereine staat. Dit beginsel vormt de basis van de immuniteit van staten.